# Микешин, Михаил Осипович
Михаи́л О́сипович Мике́шин (рус. дореф. Михаилъ Осиповичъ Микѣшин; 9 [21] февраля 1835, деревня Максимково, Смоленская губерния — 19 [31] января 1896, Санкт-Петербург) — русский живописец и график, представитель петербургского академизма, одна из наиболее заметных фигур в монументальной скульптуре пореформенной эпохи. Создатель эклектичных по стилю графических проектов для памятников в ряде городов Российской империи, в том числе знаменитого монумента «Тысячелетие России» в Великом Новгороде; батальный живописец по образованию, также работал как иллюстратор и карикатурист. Академик Императорской Академии художеств (с 1869).

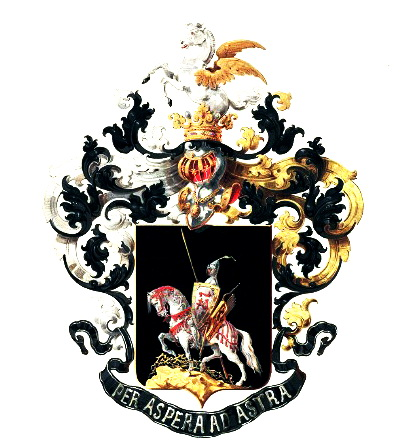
Герб Микешина

## Биография
Михаил Осипович Микешин родился 9 (21) февраля 1835 года в деревне Максимково Смоленской губернии близ Рославля. Его отец Осип Егорович Микешин работал соляным приставом, воспитывала Михаила мать Анна Дмитриевна и дед Дмитрий Андреевич.
Обучался живописи в Смоленске у местного иконописца Тита Андроновича. На талант юноши обратил внимание местный помещик Александр Александрович Вонлярлярский. Позже он уговорил отца Микешина отпустить сына учиться в Санкт-Петербург. На свои средства Вонлярлярский организовал в 1852 году поступление Михаила Осиповича в Императорскую Академию художеств. Здесь он обучался по классу батальной живописи под руководством профессора Б. П. Виллевальде. Уже к концу первого года обучения его картина «Лейб-гусары у водопоя» заслужила одобрительные отзывы в печати и её приобрёл сам император Николай I.
В 1858 году с отличием окончил Академию художеств, получив большую золотую медаль за картину «Въезд Тилли в Магдебург» и звание классного художника. Художнику также было предоставлено право отправиться совершенствоваться за границу за счёт Академии, но Микешин не стал этого делать. Проявившаяся в годы учёбы романтическая трактовка патриотических тем принесла ему внимание царской семьи и Микешин был приглашен обучать рисованию Великих княжен.
В 1859 году решил принять участие в государственном конкурсе памятника, посвященного приближающемуся тысячелетию России. Несмотря на то, что Микешин был, прежде всего, баталистом, представленный им проект памятника Тысячелетия России в Новгороде победил на конкурсе (1859) и был принят к исполнению. Бронзовый памятник был торжественно открыт в сентябре 1862 года в Новгороде в присутствии императора Александра II. За этот монумент Микешин был награждён орденом святого Владимира 4-й степени, а также пожизненным пенсионом (1200 рублей в год).
После этого М. О. Микешин получил ещё множество подобных заказов. В 1861 году художник победил в конкурсе на памятник императрице Екатерине II в Санкт-Петербурге. Создал проекты памятников Кузьме Минину в Нижнем Новгороде (проект не был реализован), адмиралу А. С. Грейгу в Николаеве (памятник не сохранился, дольше всего продержался постамент, утраченный в 2014 году) и памятник Александру II в Ростове-на-Дону (памятник не сохранился). Также Микешин участвовал в международных конкурсах на проекты  памятников Педро IV в Лиссабоне и сербскому князю Михаилу Обреновичу в Белграде. В Суздале художник-скульптор выполнил двери к гробнице князя Д. М. Пожарского.
В 1869 году Микешин получил высокое звание академика.
В 1876–1878 годах Микешин, совместно с А. С. Гиероглифовым, редактировал сатирический журнал «Пчела». Он печатал там свои карикатуры, а также в журнале «Весельчак» публиковал иллюстрации к произведениям Н. В. Гоголя и Т. Г. Шевченко. Также он рисовал портреты Н. А. Некрасова, Т. Г. Шевченко и других современников.
В 1892 году вместе с Ф. Ф. фон Каналоши-Лефлером, будущим председателем, М. О. Микешин стал одним из главных основателей первого официально признанного Правительством (МВД) общества эсперантистов «Espero» («Надежда») в Петербурге. Обладая правами создавать свои отделения по всей стране и заниматься издательской деятельностью, это общество сыграло важную роль в распространении эсперанто в России.
В 1890 году Михаил Микешин создал эскизы игральных карт. Нарисованные им эскизы карт включены в собрание Русского музея и записаны в книгу поступлений как «проект игральных карт для Императорской карточной фабрики», в производство не пошедший. В музейное собрание серия поступила в 1903 году как «дар Николая II», хотя сами рисунки никогда не находились во владении царской семьи.
Немногие микешинские памятники пережили годы Советской власти. Среди них, кроме вышеназванных — монументы Богдану Хмельницкому в Киеве (1888) и Ермаку в Новочеркасске (1904).
Михаил Осипович Микешин скончался 19 (31) января 1896 года в Санкт-Петербурге. Похоронен на Никольском кладбище Александро-Невской лавры (10-я дор.).

## Семья
Жена — Мария Петровна, ур. Грейг.
Дочь — Баумгартен-Микешина Анна Михайловна (1866 — после 1926), жена архитектора Е. Е. Баумгартена. Была «музой» поэта Константина Льдова.
Сын — Микешин, Борис Михайлович (1873—1937) — скульптор. Был женат на Тамаре Львовне Модзалевской (?—1957, Нью-Йорк), дочери педагога Л. Н. Модзалевского.

## Работы

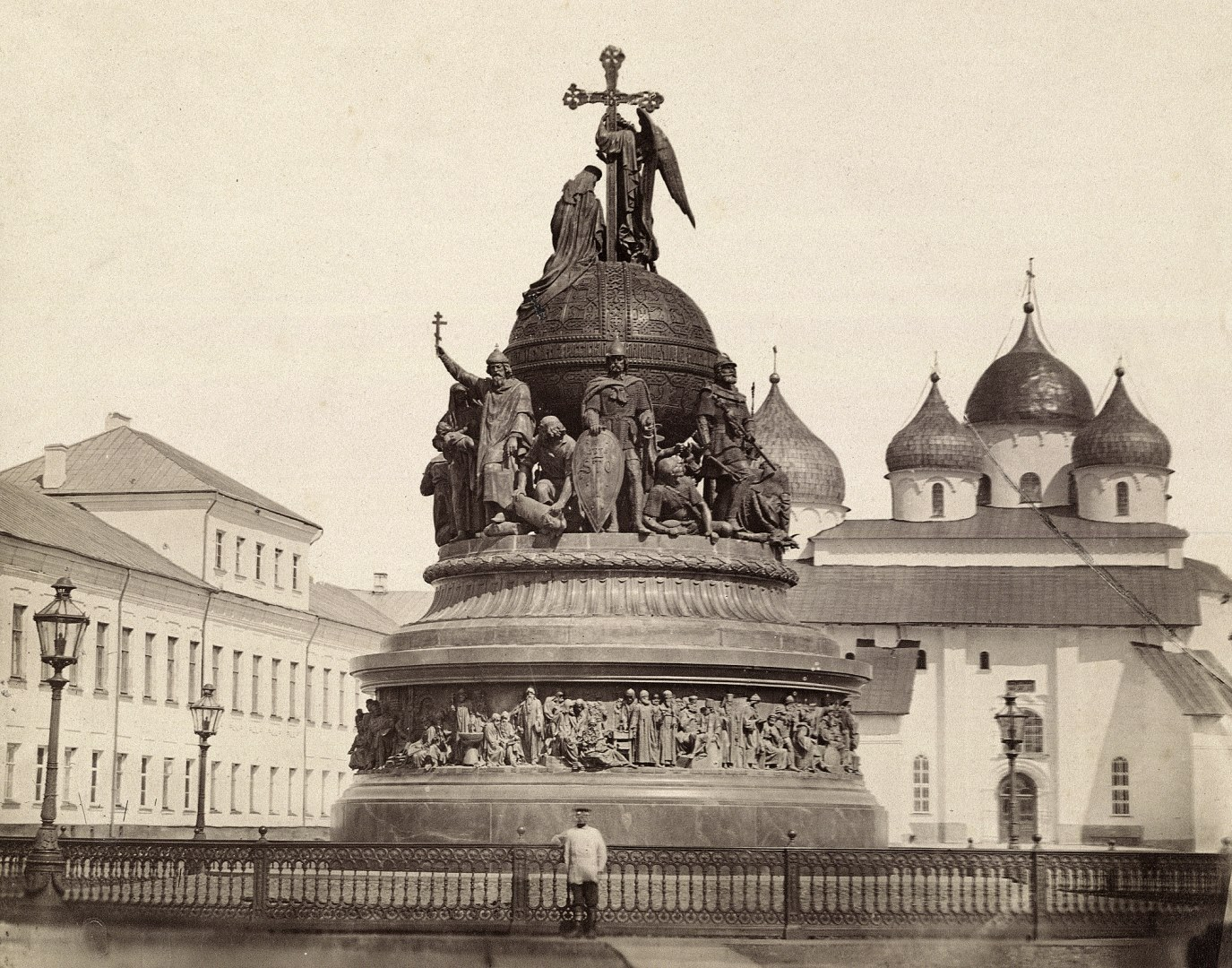
Памятник Тысячелетию России в Великом Новгороде (1862). Фото 1862–1864.
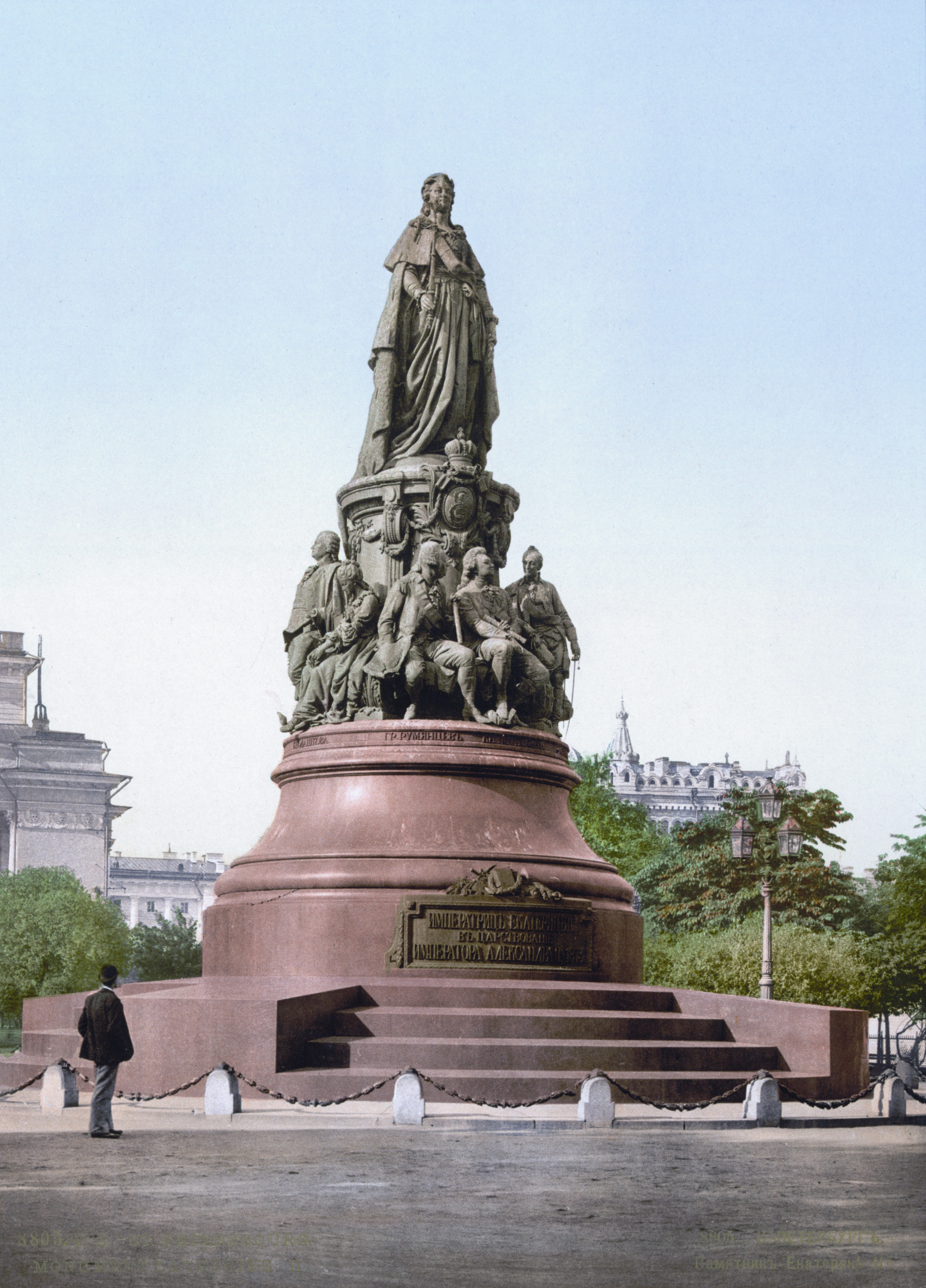
Памятник Екатерине II в Санкт-Петербурге (1873). Фото 1896–1897.
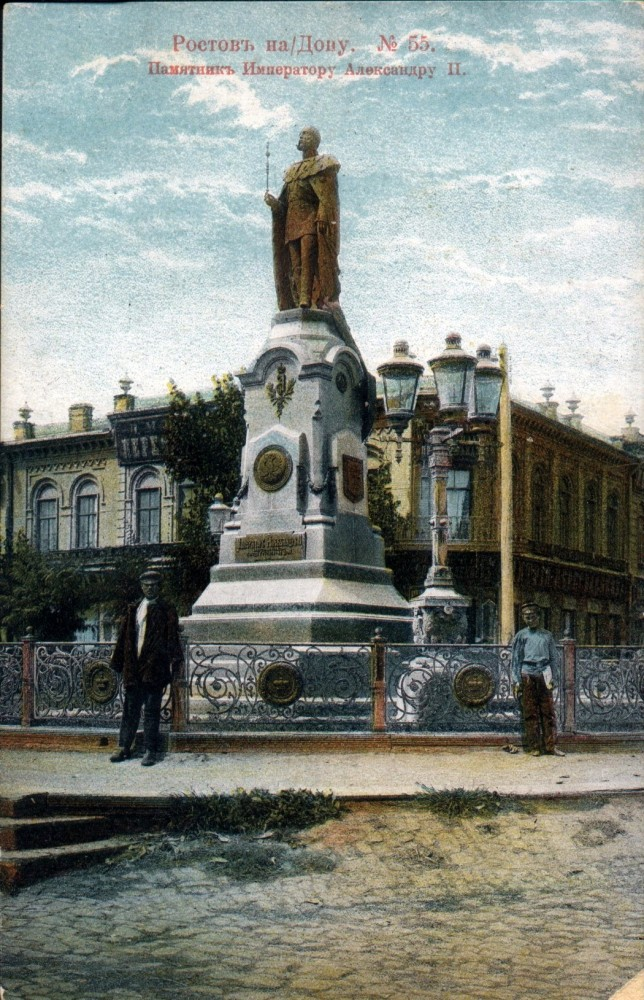
Памятник Александру II в Ростове-на-Дону (1890). Фото 1900–1903.
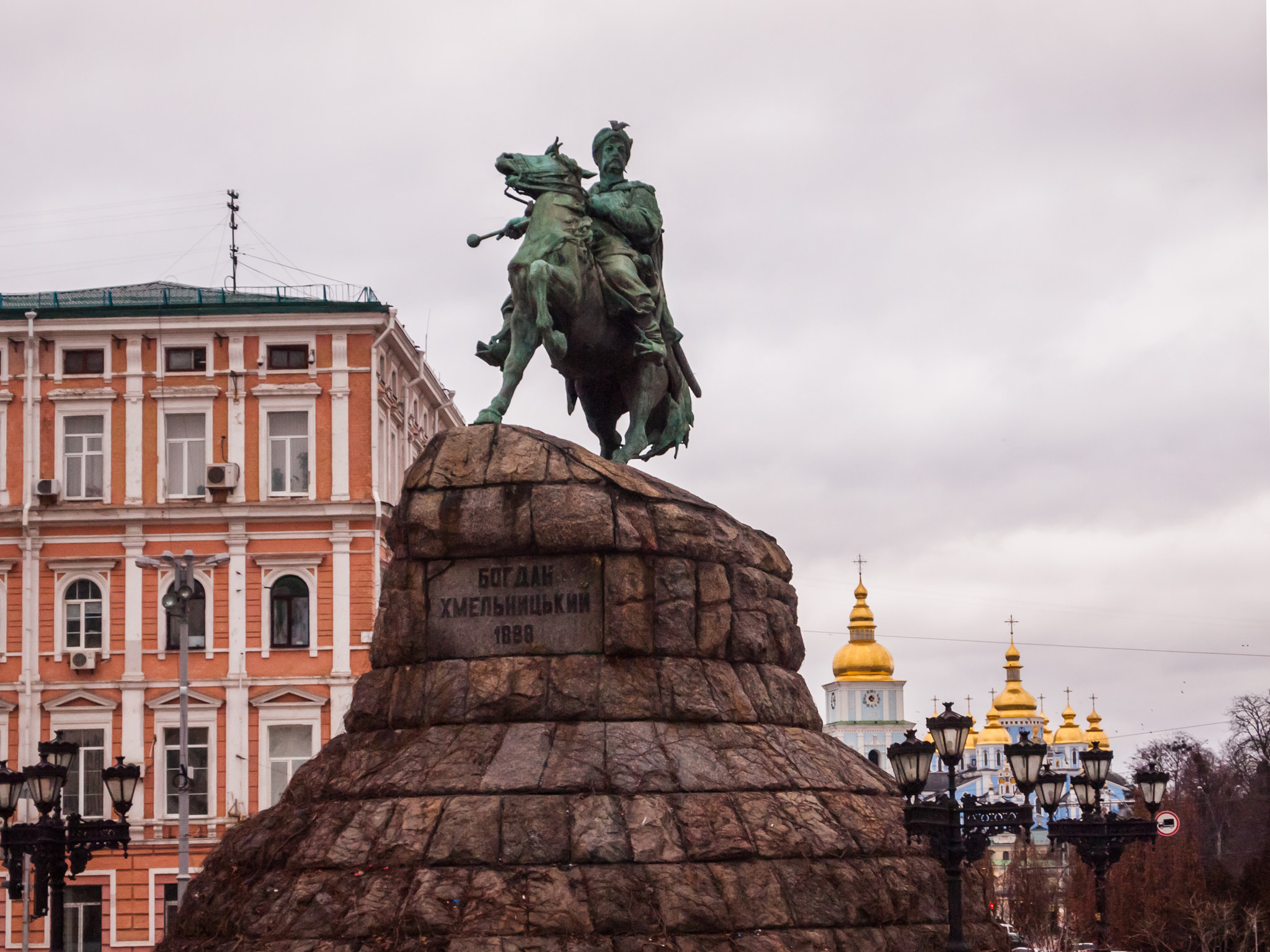
Памятник Богдану Хмельницкому в Киеве (1888). Фото 2018.

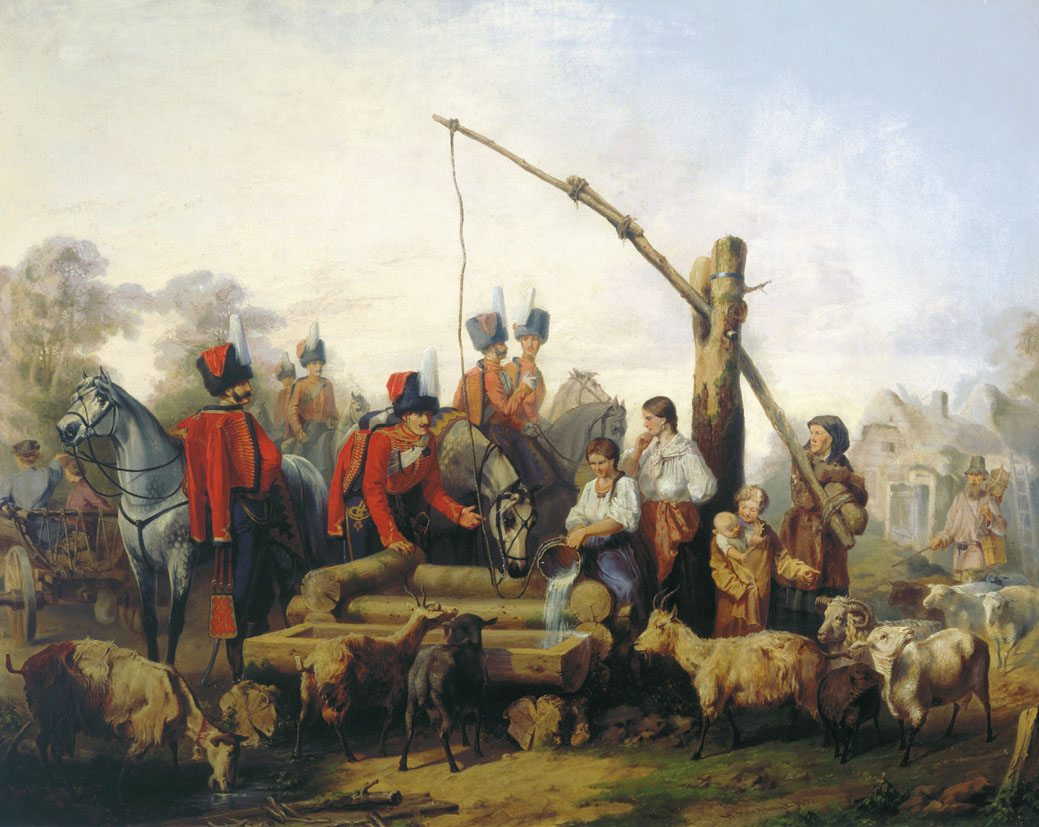
Лейб-гусары поят лошадей. 1853
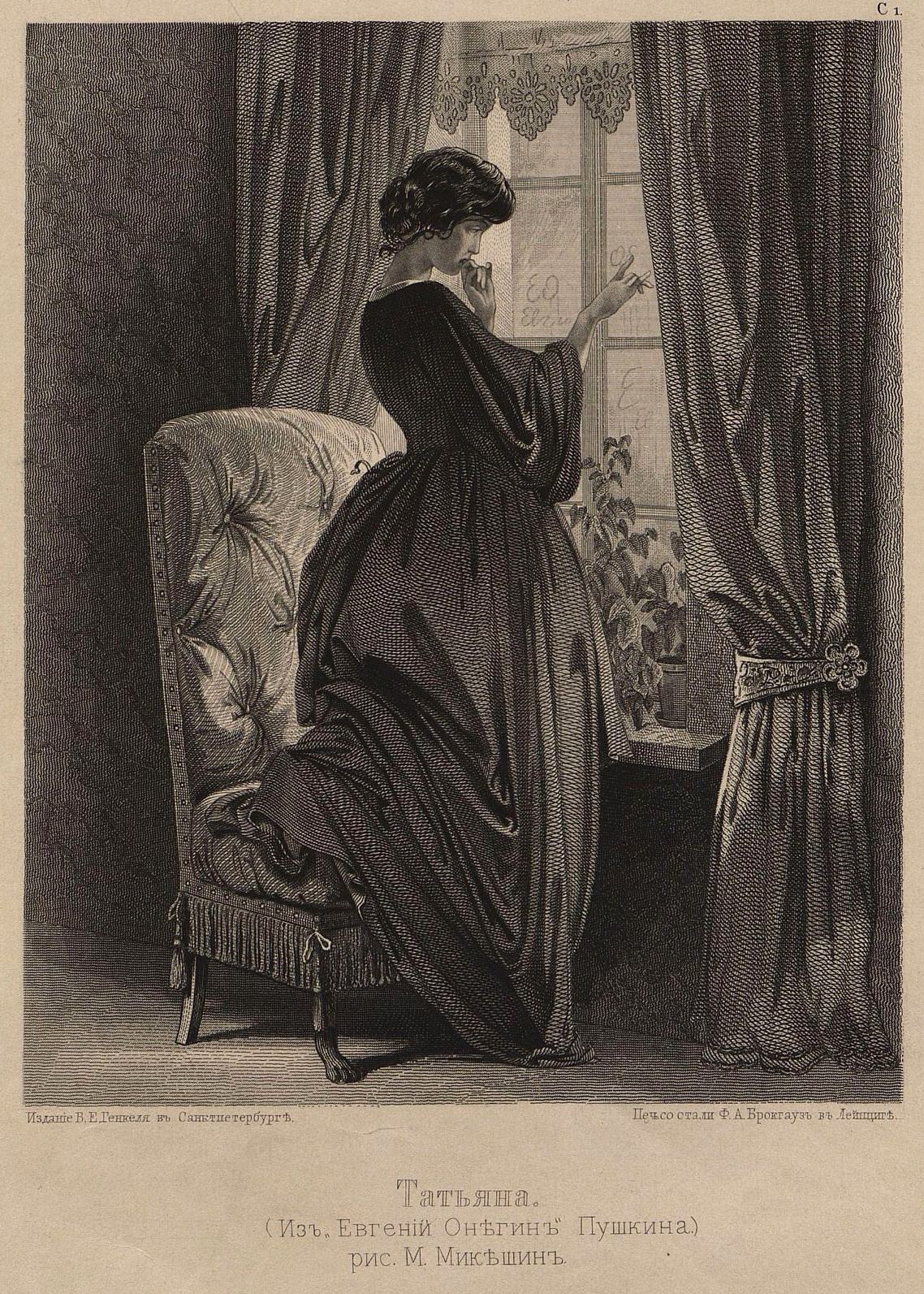
Татьяна (иллюстрация к «Евгению Онегину»). Около 1862–1865
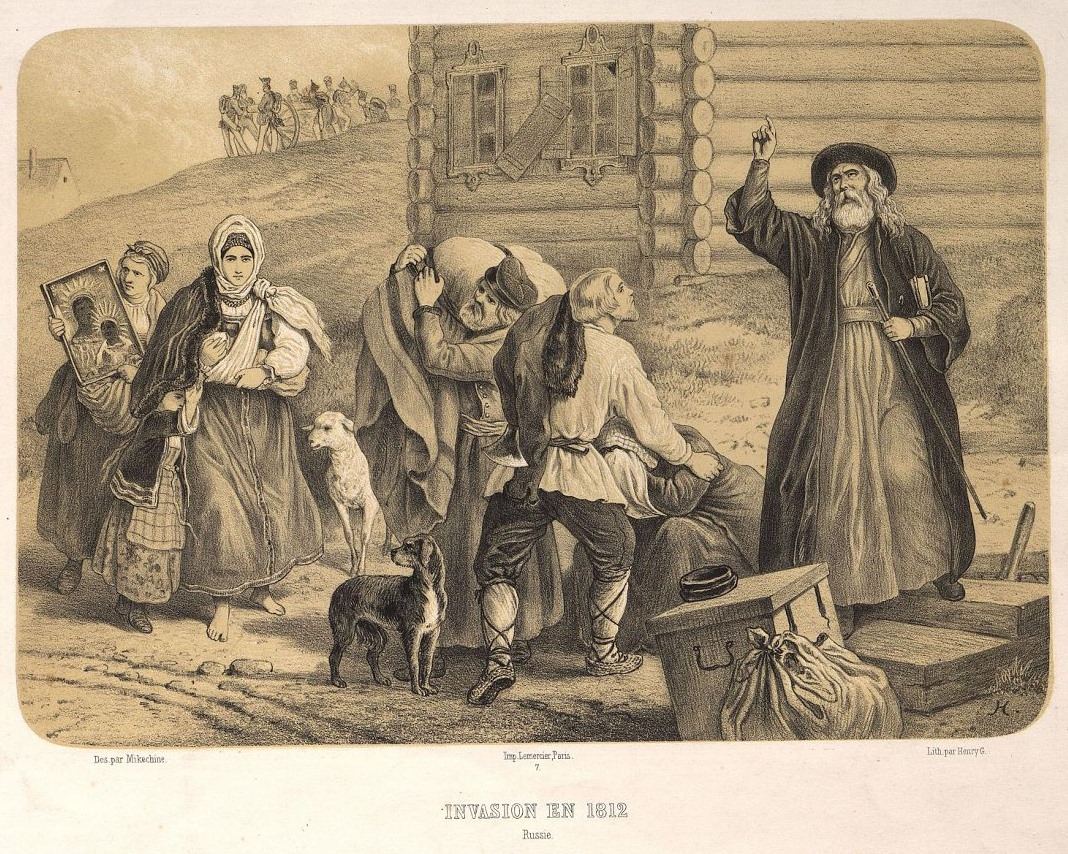
Вторжение Наполеона в Россию (бегство крестьян при слухах о вторжении). 1850-е годы
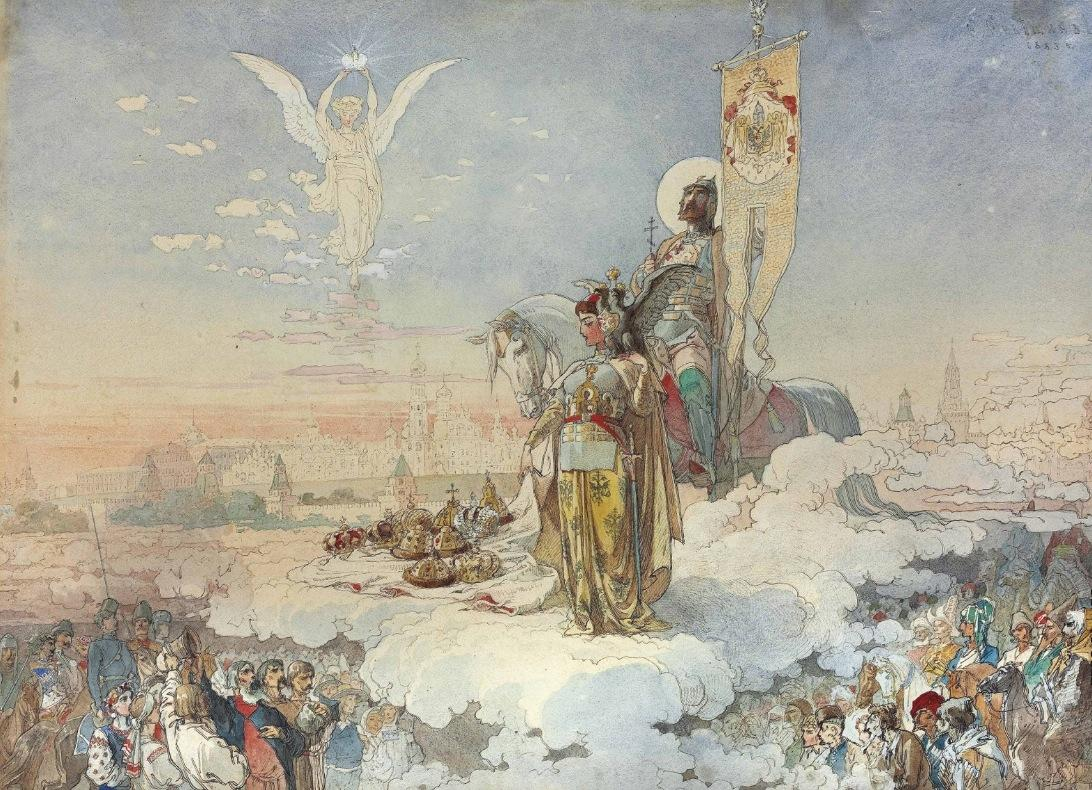
Коронация Александра III. 1883

## Память

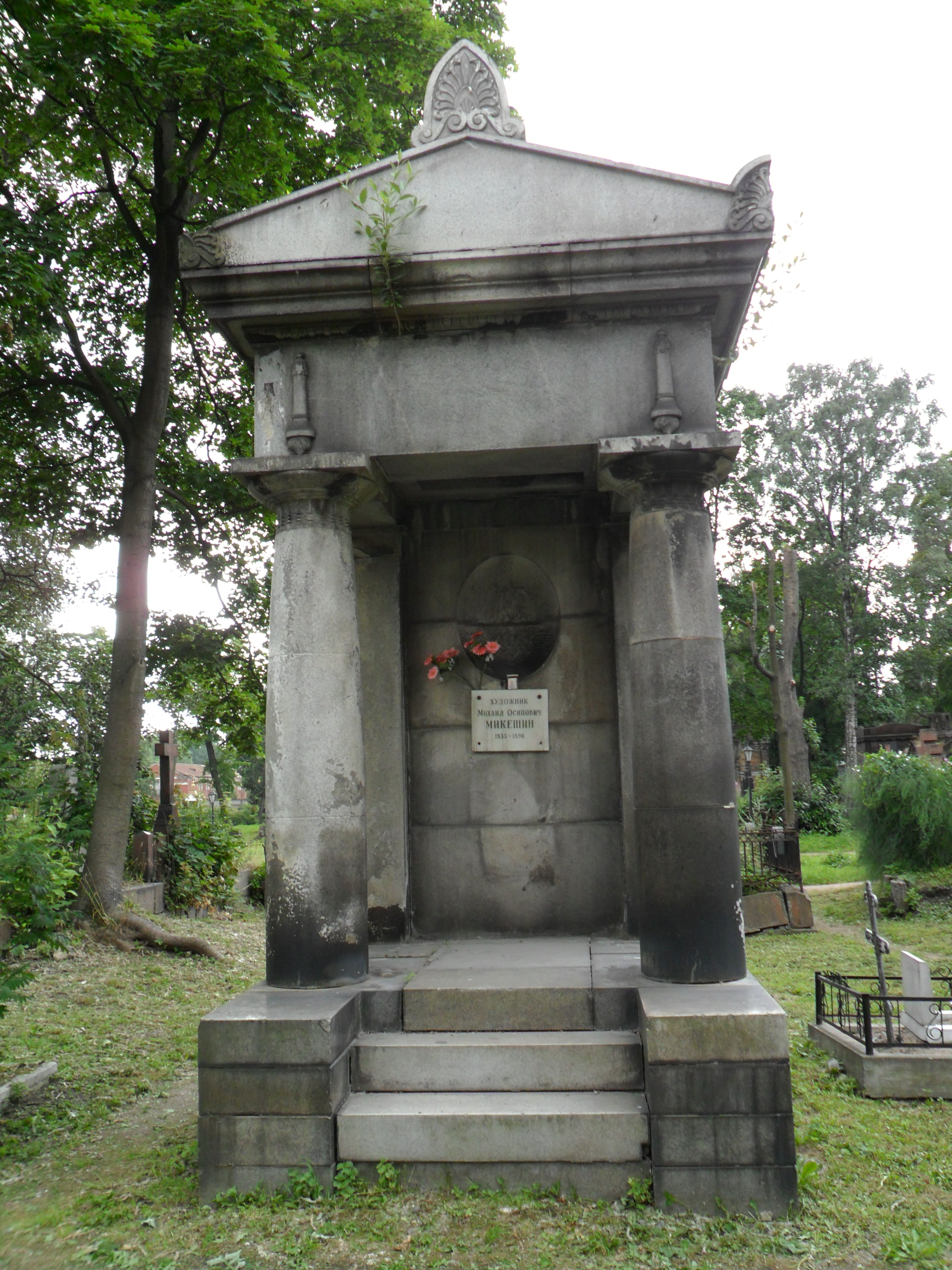
Могила М. О. Микешина в Александро-Невской лавре

- 4 октября 1985 года, в честь 150-й годовщины рождения Микешина, ему был открыт памятник в Смоленске у здания Художественной галереи (Музея «Русская старина»).